# GJ-bu
GJ-bu (яп. GJ部 Гуддзёбу, букв. «Клуб добрых дел») — японское ранобэ, автором которой является Син Араки, а иллюстратором является Аруя. Студией Dogakobo была снята аниме-адаптация, которая транслировалась на телеканале Nippon Television с 10 января по 28 марта 2013 года. Режиссёром сериала является Фудзивара Ёсиюки, а сценаристом — Хидэаки Коясу.

## Сюжет
Кёя Синомия вынужден стать новым членом GJ-Bu — нелегального клуба, который расположен в комнате бывшего здания, принадлежащего школе. Там он встречает четырёх девушек: Мао, Мэгуми, Сион и Кирару. Кёя проводит много времени вместе с ними. Каждая серия повествует об одном дне, в котором группа друзей совершает необычные выходки.

## Персонажи

### Главные герои
- Кёя Синомия (яп. 四ノ宮 京夜 Синомия Кё:я)

Персонажи ранобэ. Слева направо: Сион, Кёя, Кирара, Мао, Мэгуми

Прозвище «Кёро». Главный герой произведения и единственный парень среди членов GJ-Bu. Имеет каштановые волосы и лиловые глаза. Попал в клуб, после того, как его в коридоре поймали Мао и Кирара. Обычный, здравомыслящий школьник, постоянный объект для шуток остальных членов клуба, в особенности Мао.
Сэйю: Хиро Симоно
- Мао Амацука (яп. 天使 真央 Амацука Мао)

Мао — старшая сестра Мэгуми и руководитель клуба. Хотя она третьеклассница старшей школы, выглядит как маленькая девочка, имеет длинные вьющиеся ярко-рыжие волосы и оранжевые глаза. Часто дурачится и проказничает, а также придирается к Кёе, когда ей скучно или она сердится на него. Не выносит поцелуев, с трудом переносит сцену поцелуя в щёку или лоб, из-за чего не может читать сёдзё-мангу. Панически боится привидений. Сваливает заботу о себе на Мэгуми, которая расчёсывает ей волосы, приносит еду и т. д. Мао из богатой семьи, у которой есть своя горничная.
Сэйю: Маая Утида
- Мэгуми Амацука (яп. 天使 恵 Амацука Мэгуми)

Прозвище «Мэгу», Мэгуми является средней сестрой семьи Амацука. Она выше, чем Мао, и имеет розовые глаза и такого же цвета короткие волосы, обычно собранные сзади голубым бантом. Заботится о Мао, хотя младше её. Милая и добрая, всегда занимается приготовлением чая в клубной комнате. Любит шить и вязать, поэтому занимается изготовлением костюмов для клуба. Всегда ведёт себя спокойно, даже когда все остальные в клубе пугаются.
Сэйю: Юмэ Миямото
- Сион Сумэраги (яп. 皇 紫音 Сумэраги Сион)

Прозвище «Си». Лучшая ученица школы, третьеклассница. Довольно высокая, стройная девушка с длинными фиолетовыми волосами и глазами. Гений в учёбе и шахматах, но абсолютный новичок в обычной жизни, что является причиной многих комичных ситуаций. Например, она не имеет понятия, как готовить лапшу быстрого приготовления. Утверждает, что никогда не влюблялась, поэтому не понимает, когда об этом пишут в книгах. Имеет много братьев (не менее семи), каждый из которых является экспертом в своей сфере деятельности. Известно, что один из них — известный шеф-повар, другой — пианист, ещё один — бариста. Из-за того, что является самой младшей в семье, мечтает о младшей сестрёнке.
Сэйю: Судзуко Мимори
- Кирара Бернштейн (яп. 綺羅々・バーンシュタイン Кирара Ба:нсютайн)

Высокая и физически сильная девушка с большой грудью, светлыми короткими волосами и голубыми глазами. Причёска по бокам головы напоминает кошачьи ушки. Родилась в Канаде. Умеет общаться с кошками (как однажды сказал Кёро, кошачий знает лучше, чем японский) и даже считает одну из них своей дочкой, из-за того, что маленькой нашла кошку и вырастила её. Постоянно ест мясо и ведёт себя как кошка, полагается на своё обоняние. Покровительственно относится к Кёе, с ним единственным делится мясом, но будучи разгневанной, начинает его кусать. Поклонница бейсбола, конкретно команды «Тигры». Панически боится пауков, из-за того, что в четыре года была укушена ядовитым пауком и чуть не умерла.
Сэйю: Тика Аракава
- Тамаки Каннадзуки (яп. 神無月 環 Каннадзуки Тамаки)

Прозвище «Тама». Последний член клуба, появившаяся через год после Кёи, точно таким же образом, что и он. Первоклассница старшей школы, которая немного выше Мао. Имеет зеленовато-карие глаза и зелёные волосы, заплетённые в два коротких хвостика и украшенные бубенчиками. Обожает торт, согласилась вступить в клуб из-за обещания всегда получать столько домашнего торта Мэгуми, сколько может съесть. Высокомерная и острая на язык, постоянный оппонент Мао в спорах. Наследственная жрица храма. Также является объектом постоянных домогательств Сион, которая относится к ней как к младшей сестрёнке. Имеет привычку заканчивать предложения словами «дэсу», «десу йо» или «дэсу ка» — вежливой формой разговора. Всегда носит с собой спрятанный в одежде фотоаппарат, любит фотографировать.
Сэйю: Сумирэ Уэсака

### Второстепенные персонажи
- Мори Синрабансё

Горничная семьи Амацука, девушка с короткими черными волосами и серыми глазами, которая очень любить кататься на своем мотоцикле «Харли». По выходным меняется местами со своей матерью, с которой они очень похожи.
- Касуми Синомия

Младшая сестрёнка Кёи, ученица средней школы. Жизнерадостная девочка с лиловыми глазами и волосами, собранными в хвостик. Страдает комплексом брата.
- Сэйра Амацука

Младшая из сестёр Амацука, загадочная невысокая девочка с длинными черными волосами и красными глазами. Учится в средней школе. Всегда носит на голове маску кошки и использует её для чревовещания. Одевается в стиле готической лолиты.
- Геральдин «Джиру» Бернштейн

Младшая сестра Кирары, которая приехала из Канады и стала жить с ней. Учится в той же средней школе, что и Касуми и Сэйра. Как и Кирара, высокая и сильная для своего возраста. У неё длинные светлые волосы, вьющиеся на концах и украшенные тремя заколками с каждой стороны (в ранобэ — ленточки: одна слева и две справа) и голубые глаза с жёлтыми прожилками. Понимает японский и может на нём писать, но ей сложно выговаривать японские слова, поэтому для общения использует дощечку для письма.